# Juvecaserta Basket 2009-2010
Questa voce raccoglie le informazioni riguardanti la Juvecaserta Basket nelle competizioni ufficiali della stagione 2009-2010.

## Stagione
La stagione 2009-2010 della Juvecaserta Basket, sponsorizzata Pepsi, è la 13ª nel massimo campionato italiano di pallacanestro, la Serie A.
All'inizio della nuova stagione la Lega Basket decise di modificare il regolamento riguardo al numero di giocatori stranieri da schierare contemporaneamente in campo. Si potevano iscrivere a referto 6 giocatori stranieri di cui massimo 3 non appartenenti a Paesi appartenenti alla FIBA Europe.

## Roster
Aggiornato all'8 gennaio 2022.
| Pepsi Caserta 2009-10 | Pepsi Caserta 2009-10 |
| Giocatori             | Staff tecnico         |
| --------------------- | --------------------- |

| N. | Naz.                                       | Ruolo | Nome                 | Anno | Alt.   | Peso   |  |
| -- | ------------------------------------------ | ----- | -------------------- | ---- | ------ | ------ |  |
| 4  | Italia (bandiera)                          | G     | Antonio Cardinale    | 1991 | 187 cm |        |  |
| 7  | Polonia (bandiera)                         | P     | Łukasz Koszarek      | 1984 | 187 cm | 86 kg  |  |
| 9  | Italia (bandiera)                          | G     | Domenico Marzaioli   | 1991 | 188 cm | 78 kg  |  |
| 10 | Lituania (bandiera)                        | C     | Antanas Kavaliauskas | 1984 | 208 cm | 110 kg |  |
| 11 | Italia (bandiera)                          | PG    | Salvatore Parrillo   | 1992 | 190 cm | 75 kg  |  |
| 13 | Italia (bandiera)                          | P     | Fabio Di Bella (C)   | 1978 | 186 cm | 85 kg  |  |
| 14 | Stati Uniti (bandiera)                     | G     | Timmy Bowers         | 1982 | 188 cm | 86 kg  |  |
| 15 | Italia (bandiera)                          | AC    | Andrea Michelori     | 1978 | 202 cm | 114 kg |  |
| 19 | Italia (bandiera)                          | A     | Antonio Zamo         | 1991 | 198 cm |        |  |
| 20 | Canada (bandiera) · Paesi Bassi (bandiera) | A     | Aaron Doornekamp     | 1985 | 198 cm | 96 kg  |  |
| 22 | Francia (bandiera)                         | C     | Claude Marquis       | 1980 | 204 cm |        |  |
| 23 | Nigeria (bandiera)                         | GA    | Ebi Ere              | 1981 | 195 cm | 100 kg |  |
| 24 | Stati Uniti (bandiera)                     | G     | Robert Hite          | 1984 | 189 cm | 80 kg  |  |
| 25 | Canada (bandiera) · Italia (bandiera)      | AC    | Phil Martin          | 1980 | 202 cm | 100 kg |  |
| 33 | Stati Uniti (bandiera)                     | A     | Jumaine Jones        | 1979 | 203 cm | 104 kg |  |
| -  | Italia (bandiera)                          | AG    | Dario Cefarelli      | 1993 | 198 cm | 95 kg  |  |
| -  | Italia (bandiera)                          | P     | Marco Cucco          | 1994 | 186 cm | 70 kg  |  |
| -  | Italia (bandiera)                          | P     | Adriano D'Isep       | 1992 |        |        |  |
| -  | Italia (bandiera)                          | G     | Alessandro Porfido   | 1993 | 192 cm |        |  |

| Allenatore                                                                         |
| - Stefano Sacripanti                                                               |
| Assistente/i                                                                       |
| - Massimiliano Oldoini Legenda - (C) Capitano - (IN) Inattivo - Infortunato Roster |

## Mercato

### Sessione estiva
| Acquisti | Acquisti             | Acquisti            | Acquisti      | Acquisti |
| R.       | Nome                 | da                  | Modalità      |          |
| -------- | -------------------- | ------------------- | ------------- | -------- |
| GA       | Ebi Ere              | Gig. de Carolina    | definitivo    |          |
| A        | Jumaine Jones        | Guaynabo            | definitivo    |          |
| C        | Antanas Kavaliauskas | Kavala              | definitivo    |          |
| P        | Łukasz Koszarek      | Włocławek           | definitivo    |          |
| G        | Timmy Bowers         | H. Gerusalemme      | definitivo    |          |
| A        | Aaron Doornekamp     | Carleton Ravens     | definitivo    |          |
| AG       | Phil Martin          | Dinamo Sassari      | fine prestito |          |
| G        | Domenico Marzaioli   | S.Michele Maddaloni | definitivo    |          |

| Cessioni | Cessioni            | Cessioni            | Cessioni       | Cessioni |
| R.       | Nome                | a                   | Modalità       |          |
| -------- | ------------------- | ------------------- | -------------- | -------- |
| AC       | Ron Slay            | Pall. Varese        | fine contratto |          |
| GA       | Shan Foster         | Antalya Kepez       | fine contratto |          |
| G        | Guillermo Díaz      | Free agent          | fine contratto |          |
| P        | Brent Darby         | Limoges Élite       | fine contratto |          |
| C        | Alessandro Frosini  | Pall. Reggiana      | fine contratto |          |
| AC       | David Brkic         | Amici Pall. Udinese | fine contratto |          |
| G        | Jay Larrañaga       |                     | ritirato       |          |
| C        | Dīmītrīs Marmarinos | Free agent          | fine contratto |          |

### Dopo l'inizio della stagione
| Acquisti | Acquisti       | Acquisti           | Acquisti         | Acquisti   |
| R.       | Nome           | da                 | data             | Modalità   |
| -------- | -------------- | ------------------ | ---------------- | ---------- |
| C        | Claude Marquis | Cholet             | 20 novembre 2009 | definitivo |
| G        | Robert Hite    | Sutor Montegranaro | gennaio 2010     | definitivo |

| Cessioni | Cessioni    | Cessioni       | Cessioni   | Cessioni    |
| R.       | Nome        | a              | data       | Modalità    |
| -------- | ----------- | -------------- | ---------- | ----------- |
| G        | Robert Hite | Pall. Reggiana | marzo 2010 | rescissione |

## Risultati

### Regular season
| Data             | Palazzetto          | Società        | Punteggio |
| 11 ottobre 2009  | PalaMaggiò          | Vs Biella      | 77-68     |
| 18 ottobre 2009  | PalaSavelli         | @ Montegranaro | 86-84     |
| 25 ottobre 2009  | PalaMaggiò          | Vs Milano      | 104-100   |
| 1º novembre 2009 | PalaBarbuto         | @ Napoli       | 49-89     |
| 8 novembre 2009  | PalaMaggiò          | Vs Pesaro      | 95-81     |
| 15 novembre 2009 | PalaScapriano       | @ Teramo       | 92-85     |
| 22 novembre 2009 | PalaMaggiò          | Vs Cremona     | 97-74     |
| 29 novembre 2009 | Futurshow Station   | @ Bologna      | 72-84     |
| 6 dicembre 2009  | PalaMaggiò          | Vs Cantù       | 82-67     |
| 13 dicembre 2009 | Palaverde           | @ Treviso      | 70-72     |
| 20 dicembre 2009 | PalaDelMauro        | @ Avellino     | 73-66     |
| 3 gennaio 2010   | PalaMaggiò          | Vs Varese      | 76-53     |
| 10 gennaio 2010  | Palasport Mens Sana | @ Siena        | 100-75    |
| 17 gennaio 2010  | PalaMaggiò          | Vs Ferrara     | 95-72     |